# Eldagsen
Eldagsen è una frazione (Stadteil) della città di Springe, nel land della Bassa Sassonia, in Germania.

## Storia
Già città autonoma nel circondario di Springe, fu soppressa e incorporata a Springe il 1º marzo 1974.